# Campeonato Mundial de Triatlón de 2018
El XXX Campeonato Mundial de Triatlón es una serie de siete competiciones donde la Gran Final se celebró en Gold Coast (Australia) del 12 al 16 de septiembre de 2018. Fue realizado bajo la organización de la Unión Internacional de Triatlón (ITU).

## Etapas
| Fecha                 | Lugar                              | Tipo       |
| --------------------- | ---------------------------------- | ---------- |
| 2 – 3 de marzo        | Abu Dabi ( Emiratos Árabes Unidos) | Esprint    |
| 28 – 29 de abril      | Bermudas                           | Estándar   |
| 12 – 13 de mayo       | Yokohama ( Japón)                  | Estándar   |
| 9 – 10 de junio       | Leeds ( Reino Unido)               | Estándar   |
| 14 – 15 de julio      | Hamburgo ( Alemania)               | Esprint    |
| 27 – 28 de julio      | Edmonton ( Canadá)                 | Esprint    |
| 25 – 26 de agosto     | Montreal ( Canadá)                 | Estándar   |
| 12 – 16 de septiembre | Gold Coast ( Australia)            | Gran Final |

## Resultados

### Medallistas
| Evento    | Oro                                    | Plata                                  | Bronce                                     |
| --------- | -------------------------------------- | -------------------------------------- | ------------------------------------------ |
| Masculino | Mario Mola · España · 6081 pts.        | Vincent Luis Francia 5060 pts.         | Jacob Birtwhistle Australia 4884 pts.      |
| Femenino  | Victoria Holland Reino Unido 5540 pts. | Katie Zaferes Estados Unidos 5488 pts. | Georgia Taylor-Brown Reino Unido 4138 pts. |

### Masculino
| Evento     | Oro                      | Plata                          | Bronce                      |
| ---------- | ------------------------ | ------------------------------ | --------------------------- |
| Abu Dabi   | Henri Schoeman Sudáfrica | Mario Mola · España            | Vincent Luis Francia        |
| Bermudas   | Casper Stornes · Noruega | Kristian Blummenfelt · Noruega | Gustav Iden · Noruega       |
| Yokohama   | Mario Mola · España      | Jacob Birtwhistle Australia    | Fernando Alarza · España    |
| Leeds      | Richard Murray Sudáfrica | Mario Mola · España            | Vincent Luis Francia        |
| Hamburgo   | Mario Mola · España      | Vincent Luis Francia           | Richard Murray Sudáfrica    |
| Edmonton   | Mario Mola · España      | Kristian Blummenfelt · Noruega | Jacob Birtwhistle Australia |
| Montreal   | Mario Mola · España      | Kristian Blummenfelt · Noruega | Jacob Birtwhistle Australia |
| Gold Coast | Vincent Luis Francia     | Mario Mola · España            | Richard Murray Sudáfrica    |

### Femenino
| Evento     | Oro                          | Plata                            | Bronce                           |
| ---------- | ---------------------------- | -------------------------------- | -------------------------------- |
| Abu Dabi   | Rachel Klamer · Países Bajos | Jessica Learmonth Reino Unido    | Natalie Van Coevorden Australia  |
| Bermudas   | Flora Duffy Bermudas         | Victoria Holland Reino Unido     | Katie Zaferes Estados Unidos     |
| Yokohama   | Flora Duffy Bermudas         | Katie Zaferes Estados Unidos     | Non Stanford Reino Unido         |
| Leeds      | Victoria Holland Reino Unido | Georgia Taylor-Brown Reino Unido | Katie Zaferes Estados Unidos     |
| Hamburgo   | Cassandre Beaugrand Francia  | Laura Lindemann · Alemania       | Katie Zaferes Estados Unidos     |
| Edmonton   | Victoria Holland Reino Unido | Ashleigh Gentle Australia        | Georgia Taylor-Brown Reino Unido |
| Montreal   | Victoria Holland Reino Unido | Katie Zaferes Estados Unidos     | Georgia Taylor-Brown Reino Unido |
| Gold Coast | Ashleigh Gentle Australia    | Victoria Holland Reino Unido     | Katie Zaferes Estados Unidos     |

## Medallero
| Núm. | País           | Oro | Plata | Bronce | Total |
| ---- | -------------- | --- | ----- | ------ | ----- |
| 1    | Reino Unido    | 1   | 0     | 1      | 2     |
| 2    | España         | 1   | 0     | 0      | 1     |
| 3    | Estados Unidos | 0   | 1     | 0      | 1     |
| 3    | Francia        | 0   | 1     | 0      | 1     |
| 5    | Australia      | 0   | 0     | 1      | 1     |
|      | TOTAL          | 2   | 2     | 2      | 6     |